# Michael Flatley
Michael Flatley (ur. 16 lipca 1958 w Chicago) – amerykański tancerz, flecista i choreograf pochodzenia irlandzkiego. Znany głównie jako twórca widowisk tanecznych i musicali – "Riverdance", "Lord of the Dance", "Feet of Flames", w których prezentuje tradycyjne tańce irlandzkie.